# Atomaria impressa
Atomaria impressa är en skalbaggsart som beskrevs av Wilhelm Ferdinand Erichson 1846. Atomaria impressa ingår i släktet Atomaria, och familjen fuktbaggar. Arten är reproducerande i Sverige.